# Hepadnaviridae
Hepadnaviridae è una famiglia di virus a DNA (dsDNA) con specifico tropismo per il fegato. Il virus che causa l'epatite B è l'esempio più conosciuto. Ha un genoma a DNA bicatenario circolare, ma parzialmente incompleto: in alcune zone il genoma è interrotto, mancando 700 nucleotidi a una delle due catene. A causa di questa particolarità, il ciclo replicativo fa uso degli enzimi di riparazione cellulare per completare il DNA; esso viene poi trascritto e nei nuovi capsidi si trova mRNA; esso viene riportato a DNA da un enzima proprio del virus (transcrittasi inversa, simile a quello dei retrovirus). A questo punto il virus può gemmare dalla cellula acquisendo il pericapside glicolipidico, che viene prodotto in sovrabbondanza rispetto al numero dei capsidi da rivestire.
Infatti il virus si può trovare in due diverse forme nel sangue: la particella di Dane, particella virale completa e rotondeggiante di 42 nm, e la particella di HBsAg, particella subvirale costituita dal “solo envelope” e che si può trovare in forma sferica o filamentosa, delle dimensioni di circa 22 nm.